# Telefonia

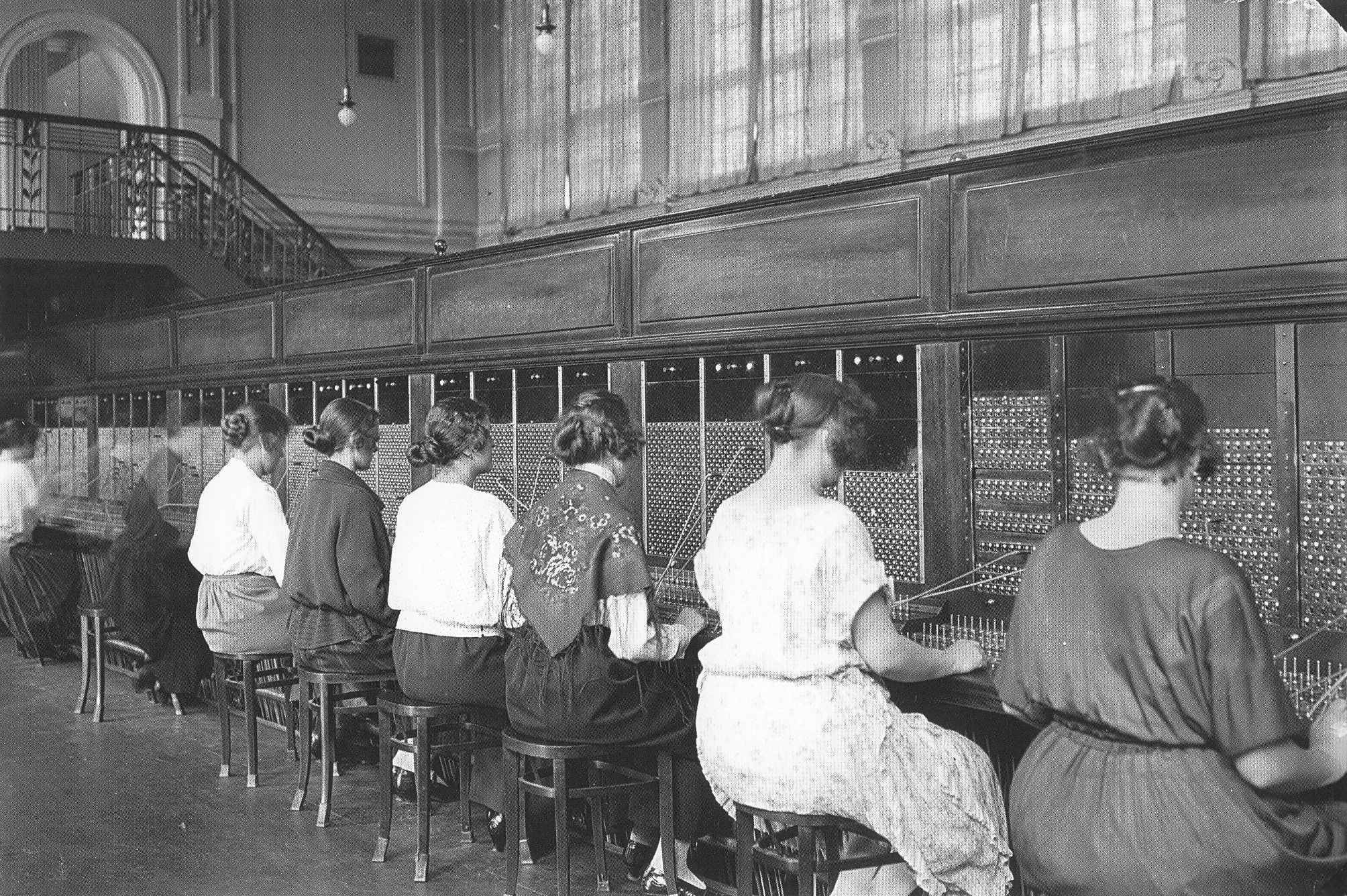
Telefonistki przy pracy w centrali Polskiej Akcyjnej Spółki Telefonicznej przy ul. Zielnej 37/39 w Warszawie przed 1939 rokiem

Telefonia – dział telekomunikacji obejmujący zagadnienia wykorzystania środków do łączności głosowej na odległość, w szczególności przez zestawianie połączeń pomiędzy telefonami.

## Opis
Początkowo telefony były połączone bezpośrednio parami. Było to niewygodne, gdy chciano rozmawiać przy pomocy wielu telefonów. Doprowadziło to do wynalezienia centrali telefonicznej. Każdy telefon był dołączony do centrali oddzielnym łączem a centrala zestawiała połączenia telefoniczne. Wkrótce centrale zostały połączone liniami międzycentralowymi a w tym dalekosiężnymi.
Obecnie telefony są najczęściej włączone do gniazdka. Gniazdka są połączone, poprzez okablowanie budynku z kablem rozdzielczym. Kable rozdzielcze zwykle zawierają wiele par przewodów od telefonów do jednego centralnego miejsca lub centrali telefonicznej. Gdy użytkownik telefonu sygnalizuje, że chce zestawić połączenie telefoniczne, wyposażenie centrali wykrywa to i łączy to łącze abonenckie z innym w tej samej centrali albo z łączem do innej odległej centrali.
Większość central na świecie ma połączenia ze wszystkimi innymi, tworząc publiczną komutowaną sieć telefoniczną (Public Switched Telephone Network – PSTN). Dla takich usług jest używany również termin POTS. Pod koniec XX wieku prawie wszystkie centrale telefoniczne były sterowane komputerami (Stored Program Control – SPC).
W drugiej połowie XX wieku sieci stworzone do przenoszenia głosu zostały wykorzystane dla telefaksu i transmisji danych. W celu poprawienia realizacji takich usług sieci zostały ulepszone poprzez ISDN i DSL.
W ostatniej dekadzie XX wieku powszechnie dostępne stały się sieci umożliwiające mobilność użytkowników (Public Land Mobile Network – PLMN), często nazywane sieciami telefonii komórkowej, w których przewodową linię abonencką zastąpiło łącze radiowe. Umożliwia to mobilność użytkowników. Telefonia komórkowa stała się symbolem nowoczesnej telekomunikacji. Telefonia satelitarna również wykorzystuje łącze radiowe w komunikacji. W tym jednak przypadku zamiast stacji naziemnych wykorzystywane są satelity telekomunikacyjne znajdujące się na orbitach okołoziemskich.
Cyfrowa telefonia wykorzystuje cyfrowe technologie do realizacji usług telefonicznych i systemów. Prawie wszystkie połączenia telefoniczne są realizowane w ten sposób, ale czasami ten termin jest używany tylko w przypadkach, gdy „ostatnia mila” jest cyfrowa lub gdy konwersja analogowo-cyfrowa ma miejsce w telefonie. Cyfryzacja telefonii nastąpiła w celu obniżenia kosztów i poprawienia jakości usług głosowych, ale cyfrowa telefonia okazała się użyteczna w realizacji nowych usług (ISDN) i do szybszego transferu danych przez linie telefoniczne.
Telefonia IP jest nowoczesną formą telefonii wykorzystującą protokół TCP/IP, na którym opiera się Internet, do przesyłania danych głosu w postaci pakietowej w sieciach komputerowych. Często taka forma telefonii jest nazywana Voice over Internet Protocol (VoIP).
Telefonia komputerowa (Computer Telephony Integration – CTI) wykorzystuje komputery do sterowania funkcjami telefonicznymi, takimi jak zestawianie i odbieranie połączeń głosowych, faksów i danych w połączeniu z funkcjami książki adresowej i identyfikacji korespondentów. Integracja funkcji telefonicznych i systemów komputerowych jest ważnym czynnikiem rozwoju zautomatyzowanego biura.
Interfejs programowania aplikacji telefonicznych (Telephony Application Programming Interface, TAPI) integruje komputer z telefonią. Interfejs TAPI obsługuje zarówno tradycyjną telefonię PSTN, jak i telefonię IP, umożliwiając komunikowanie się przy użyciu głosu, danych i wideo.